# Новогеоргієвська сільська рада (Петуховський район)
Новогео́ргієвська сільська рада (рос. Новогеоргиевский сельский совет) — сільське поселення у складі Петуховського району Курганської області Росії.
Адміністративний центр — село Новогеоргієвка 2-а.
Населення сільського поселення становить 535 осіб (2017; 682 у 2010, 901 у 2002).

## Склад
До складу сільського поселення входять:
| Населений пункт          | Населення, осіб (2002) | Населення, осіб (2010) |
| ------------------------ | ---------------------- | ---------------------- |
| Вороб'ї, присілок        | 168                    | 81                     |
| Золотовка, присілок      | 93                     | 88                     |
| Новогеоргієвка 2-а, село | 640                    | 513                    |